# タクミコーポレーション
株式会社タクミコーポレーションは、東京都新宿区に本社を置く、日本のゲーム会社である。1994年に創業されたが、会社の設立は1973年である。ケイブ・ガゼルなどとともに、東亜プラン倒産後にスタッフの一部が移った会社の一つである。
週刊ファミ通の誌上に「東亜プランがタクミコーポレーションという会社になった」という誤報が掲載され、その名がゲーム愛好者間に知られることになった。これには後日、訂正記事が出ている。
ゲーム会社として世に知られたのは、東亜プランの『究極タイガー』の続編となる『究極タイガーII』（発売はタイトー）からである。

## 主な作品
- 究極タイガーII[1]（タイトー販売）
- ギガウイングシリーズ
- お天気ころりん（タイトー販売）
- ナイトレイド（タイトー販売）
- マーズマトリックス（カプコン販売）
- くるくるフィーバー（アルゼ販売）
- ドンちゃんパズル花火でドーン！（アルゼ販売）
- パズLET（ユニーズコーポレーション名義）
- ミロンのほしぞらしゃぼん パズル組曲（ハドソン発売）
- めざせ!!釣りマスター（ハドソン発売）
- 子供向けメダルゲーム（コロコロクエストなど）